# Karl Ernst Abicht
Karl Ernst Abicht, auch Carl Ernst Abicht (* 8. April 1831 in Clausthal; † 23. Juni 1908 in Berlin) war ein deutscher Gymnasiallehrer und Klassischer Philologe.

## Leben
Nach der Schulbesuch in seiner Geburtsstadt und dem Besuch der Universität Göttingen war er ab 1855 am Benderschen Institut in Weinheim an der Bergstraße, ab 1857 am Gymnasium Johanneum in Lüneburg, ab 1863 in Aurich und ab 1865 Emden als Lehrer bzw. Oberlehrer tätig. Von 1867 bis 1870 wirkte er als Professor an der Landesschule Pforta, bevor der Direktor am Königlichen Gymnasium in Oels in Schlesien wirkte, wo er sich 1894 zur Ruhe setzte. Bekannt wurde er durch die Herausgabe von mehreren Werken für den Schulgebrauch, darunter vor allem Herodot.
Er wohnte zuletzt in Groß-Lichterfelde südlich von Berlin, Sternstraße 14.
Sein ältester Sohn Karl Abicht (* 1868) wurde Oberlehrer in Danzig und sein zweitältester Sohn Wilhelm (* 1870) Jurist und Landrat in Bromberg. Auch der Sohn Karl wurde Landrat (in Westerburg). Die Söhne gingen aus der Ehe mit Juliane Dorothea geborene Schweckendieck, der Tochter des Gymnasialdirektors Heinrich Wilhelm Schweckendieck aus Emden hervor.

## Veröffentlichungen (Auswahl)
- Quaestionum de dialecto Herodotea specimen primum, Dissertation. Göttingen 1859
- Die Weltgeschichte in einem leicht überschaulichen, in sich zusammenhängenden Umrisse für den Schul- und Selbstunterricht, Heidelberg : Winter, 1859
- Herodotos für den Schulgebrauch erklärt, Leipzig, Teubner 
  - Bd. I, Heft 1, Buch I: 1861
  - Bd. I, Heft 2, Buch II: 1869
  - Bd. II, Heft 1, Buch III: 1862
  - Bd. II, Heft 2, Buch IV: 1862
  - Bd. III, Buch V–VI: 1863
  - Bd. IV, Buch VII: 1865
  - Bd. V, Buch VIII und IX: 1866
- Herodoti Historiae, Lipsiae, Tauchnitz
  - Vol. I, Lib. I–IV: 1869
  - Vol. II, Lib. V–IX, Index: 1869
- Arrian’s Anabasis erklärt, Leipzig, Teubner 
  - Heft I, Buch I–III: 1871
  - Heft II, Buch IV–VII: 1875
- Die Wiener Handschrift des Herodot, Programm Oels 1888
- Arriani Anabasis, Leipzig, Teubner 1903
- Herodot in Auswahl, Leipzig, Teubner, 1913, 3., völlig neubearb. Auflage (besorgt von Reinhold Agahd)